# Carrera a pie

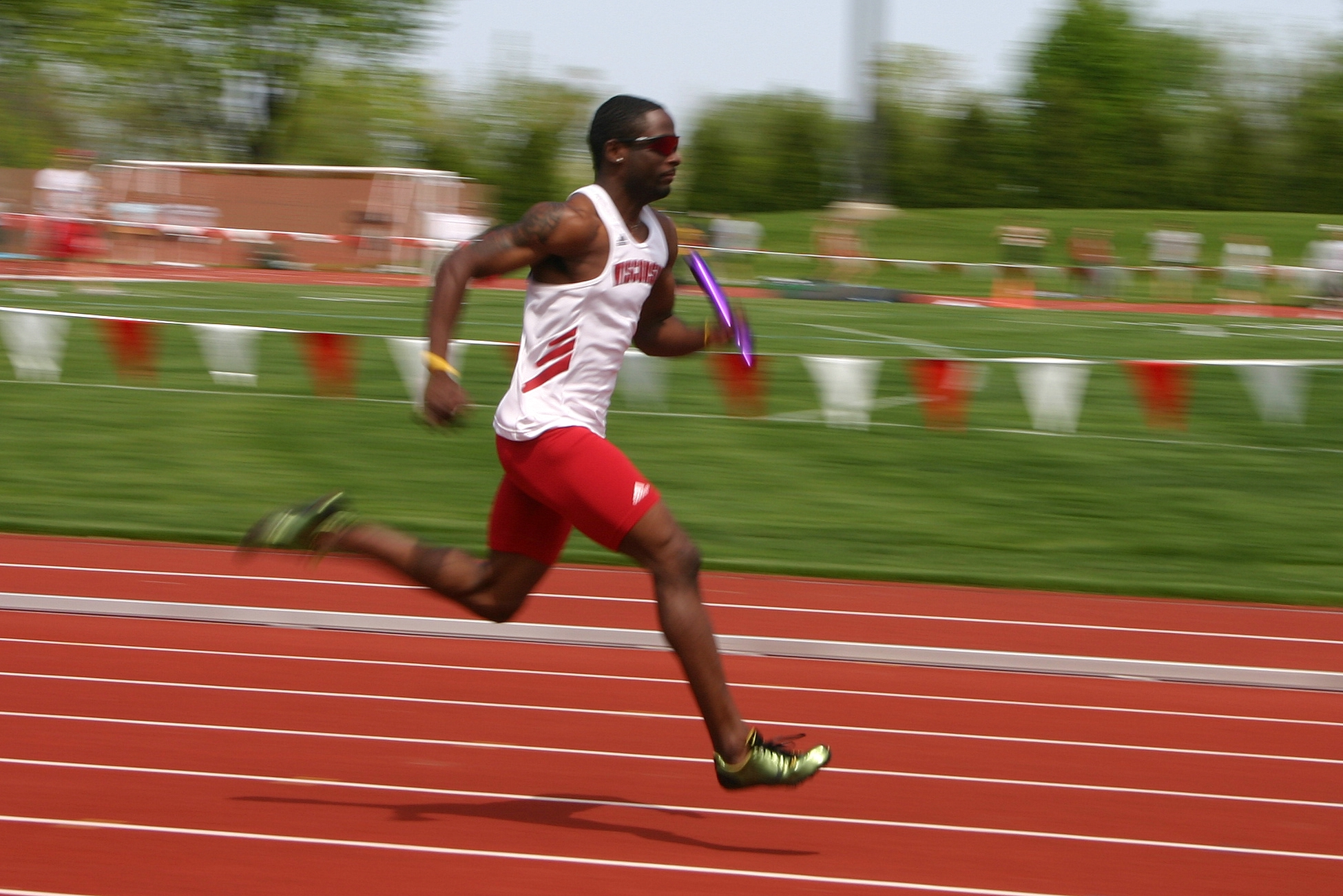
En este caso se cumple la definición de carrera, al existir un momento en que ninguna extremidad toca el suelo.

La carrera a pie es un proceso de locomoción terrestre que permite el movimiento a pie de forma veloz en muchas especies de animales. En los seres humanos existen aspectos generales de los movimientos de carrera aunque hay variaciones individuales en la técnica. 
Como deporte forma un conjunto de disciplinas del atletismo, donde se busca determinar cuál de los competidores corre determinada distancia en el menor tiempo. Las carreras se dividen en tres categorías: de velocidad, de mediofondo y de fondo. Las carreras de velocidad consisten en distancias de hasta 400m, de mediofondo hasta 3000m y de fondo entre 5000m y 42196m. Además, se utiliza el anglicismo running para referirse a la práctica deportiva-recreativa de esta actividad de distancias de fondo o mayores.

Niño de 2 años corriendo

## La carrera
Se ejecuta como una secuencia de pasos alternados de las dos (piernas). Cada zancada se puede dividir en tres fases: apoyo, impulso y recuperación. El apoyo y el impulso ocurren cuando el pie tiene contacto con el suelo. La recuperación ocurre con el pie en el aire. Debido a que al correr solamente un pie está en el suelo, siempre hay una pierna en recuperación mientras la otra pasa por las fases de apoyo e impulso. Por un instante, mientras el corredor salta, ambas piernas están en recuperación. Es una carrera a pie que tiene una distancia predeterminada en 60, 100, 200, 400 y 800 m en pistas. Es frecuente también realizar carreras sobre 300 m y excepcionalmente se hacen carreras sobre otras distancias con otros sistemas de medición, como por ejemplo yardas.

### Impulso
La fase de apoyo pasa rápidamente a la de impulso. La rodilla de la pierna impulsora se extiende, así como la correspondiente cadera; de tal manera que los dedos del pie mantienen contacto con el suelo al momento que dicha pierna queda detrás del cuerpo. El pie empuja atrás y abajo creando un vector de fuerza diagonal, el cual en un estilo eficiente de carrera, apunta directamente al centro de gravedad del corredor. Debido a que el vector diagonal tiene un componente vertical, la fase de impulso también provee soporte contra la gravedad y se puede considerar como una extensión de la fase de apoyo. Durante el impulso, también se puede extender el pie por medio de la flexión de los músculos sóleo y gastrocnemio de la pantorrilla. En algunos estilos de carrera, como las de larga distancia, los pies se “arrastran” (se mantienen cerca del suelo), manteniendo los tobillos más o menos rígidos durante el impulso. Debido a que la rodilla se endereza, aunque no completamente, la mayor parte de la fuerza del impulso viene del grupo muscular cuádriceps. En otros, se obtiene fuerza adicional de las pantorrillas, que extienden el pie para un mayor impulso. Este movimiento se observa en la carrera de velocidad (inglés: “traspinte”; Argentina, Paraguay: “pique”).

### Recuperación
Cada vez que los dedos del pie impulsor pierden contacto con el suelo, comienza la fase de recuperación. Durante ésta, la cadera se flexiona impulsando rápidamente la rodilla adelante. El movimiento de la parte inferior de la pierna se debe mucho más a las fuerzas transmitidas desde la parte superior de la misma que a la acción de los músculos. Al avanzar la rodilla, ejerce un par de giro fuerza de rotación (“momento de fuerza”) sobre la parte inferior de la pierna a través de la rodilla, haciendo que la pierna se mueva súbitamente arriba. La altura a la que se levanta la pierna puede controlarse a voluntad del corredor, con más o menos fuerza muscular. En la última etapa de la recuperación, la cadera alcanza la flexión máxima, luego la pierna se endereza de manera pasiva, la rodilla alcanza su mayor extensión (aunque no la máxima). Nótese que durante esta extensión de la pierna y flexión de la cadera, se necesita que los músculos femorales y nalgas se estiren rápidamente. Los músculos al estirarse responden contrayéndose por acto reflejo. La recuperación termina cuando el pie toca el suelo, pasando a la fase de apoyo.

### Movimientos de la parte superior del cuerpo
Son muy importantes para la carrera, porque compensan los movimientos de la parte inferior del cuerpo manteniendo el cuerpo en equilibrio de rotación. Los hombros y torso también se involucran. Debido a que el impulso de la pierna es más lento que la patada de recuperación, el movimiento arriba del brazo también lo es. El movimiento abajo del brazo es más rápido y fuerte.
Cuanto menos eficientes sean los movimientos de la parte inferior del cuerpo, más exagerados serán los movimientos de la parte superior para absorber el impulso.
La mayor parte de la energía gastada en la carrera es para equilibrar los movimientos. De tal manera, se obtendrán grandes aumentos de velocidad y economía eliminando movimientos incorrectos y derrochadores.
Cuanto más rápida la carrera, mayor será la energía disipada por medio de movimientos de compensación en todo el cuerpo. Esa es la razón por la cual los mejores velocistas tienen bien acondicionada la parte superior del cuerpo. Al aumentar la distancia de la competencia, disminuye la masa muscular de los corredores de alto nivel de cada evento.

## Elementos de una buena técnica de carrera

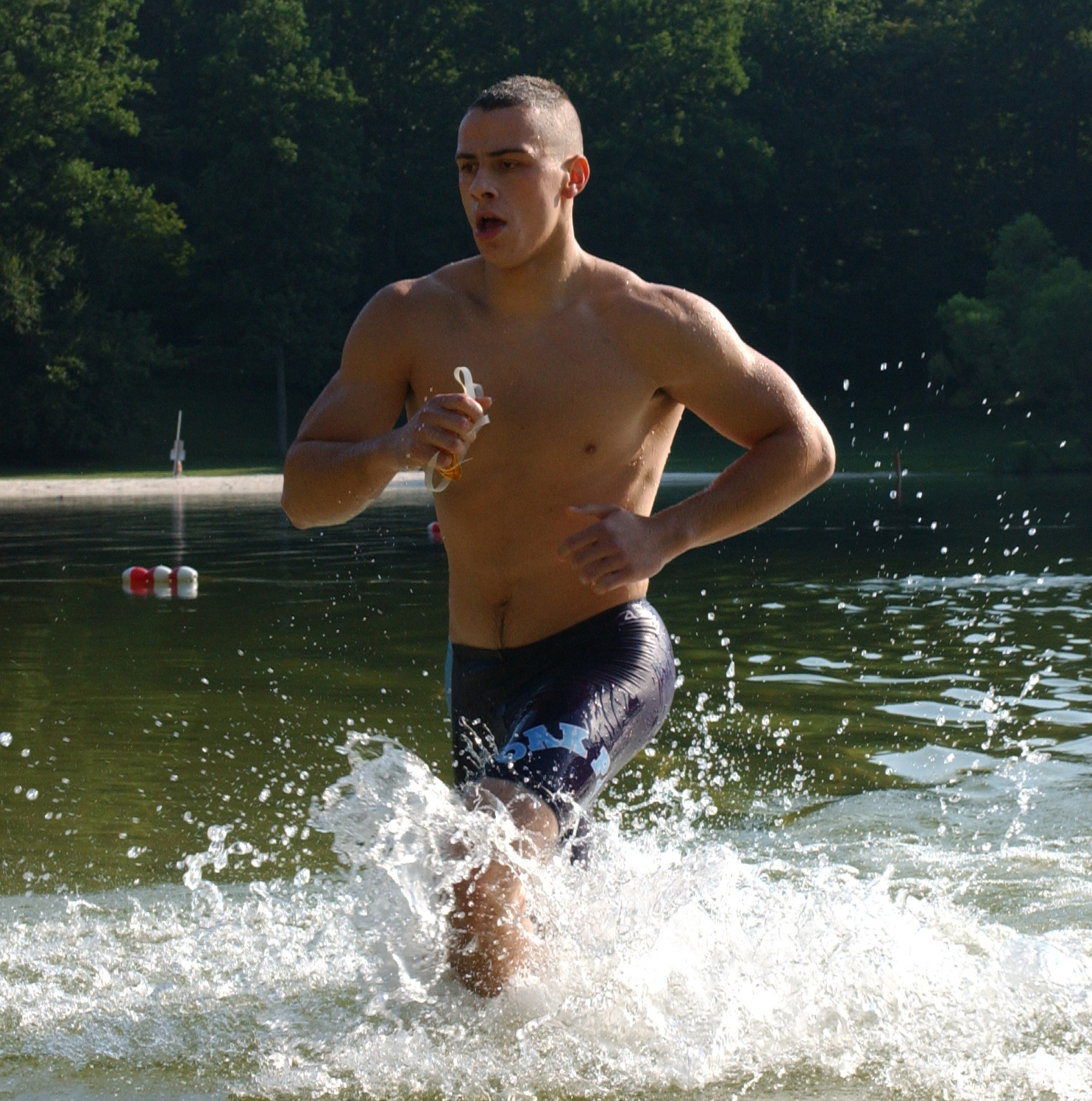
La postura debe ser erguida e inclinada ligeramente adelante. En la imagen un hombre corriendo con agua alrededor a la altura de las rodillas.

### Postura
Debe ser erguida y ligeramente inclinada hacia adelante. Esto coloca el centro de gravedad del corredor en la parte frontal del pie, evitando de esta manera caer sobre los talones y usando el mecanismo de rebote del pie. También evita que los pies pisen delante del centro de gravedad con el resultante efecto de frenado en la carrera de bicicletas.

## Cadencia
Los fisiólogos deportivos han descubierto que la cadencia de pasos de los corredores profesionales es extremadamente consistente, entre 85 a 100 pasos por minuto. La diferencia principal entre corredores de corta y larga distancia es la longitud del paso, antes que la cadencia.
Durante la carrera, la velocidad de desplazamiento del corredor se puede calcular multiplicando la cadencia por la longitud del paso. La velocidad de la carrera suele medirse en minutos por kilómetro.

## Músculos al realizar la carrera a pie
El mecanismo de la carrera es similar al de la marcha. El lanzamiento se hace con un miembro y la recepción con el otro. El tronco se inclina notoriamente, todos los movimientos son más poderosos y exagerados y hay un momento en donde el cuerpo esta momentáneamente en el aire. El toque del suelo no se hace con el talón, sino con la cabeza de los metatarsianos.
En la caminata, un pie siempre está en contacto con el suelo, las piernas permanecen en una postura relativamente extendida y el centro de gravedad se ubica sobre las piernas. En comparación, durante la carrera los seres humanos saltan de una pierna a la otra. Cada salto alza el centro de gravedad durante el despegue y lo baja durante el aterrizaje. En la mitad del arco trazado por el desplazamiento, ambos pies están en el aire. Esta continua subida y bajada del peso corporal produce un enorme gasto de energía para vencer la gravedad y para absorber el impacto de la caída. La acción de correr involucra el uso de más energía que la caminata para una misma distancia, y la carrera es un medio de locomoción menos eficiente considerando las calorías consumidas, aunque es más rápido.

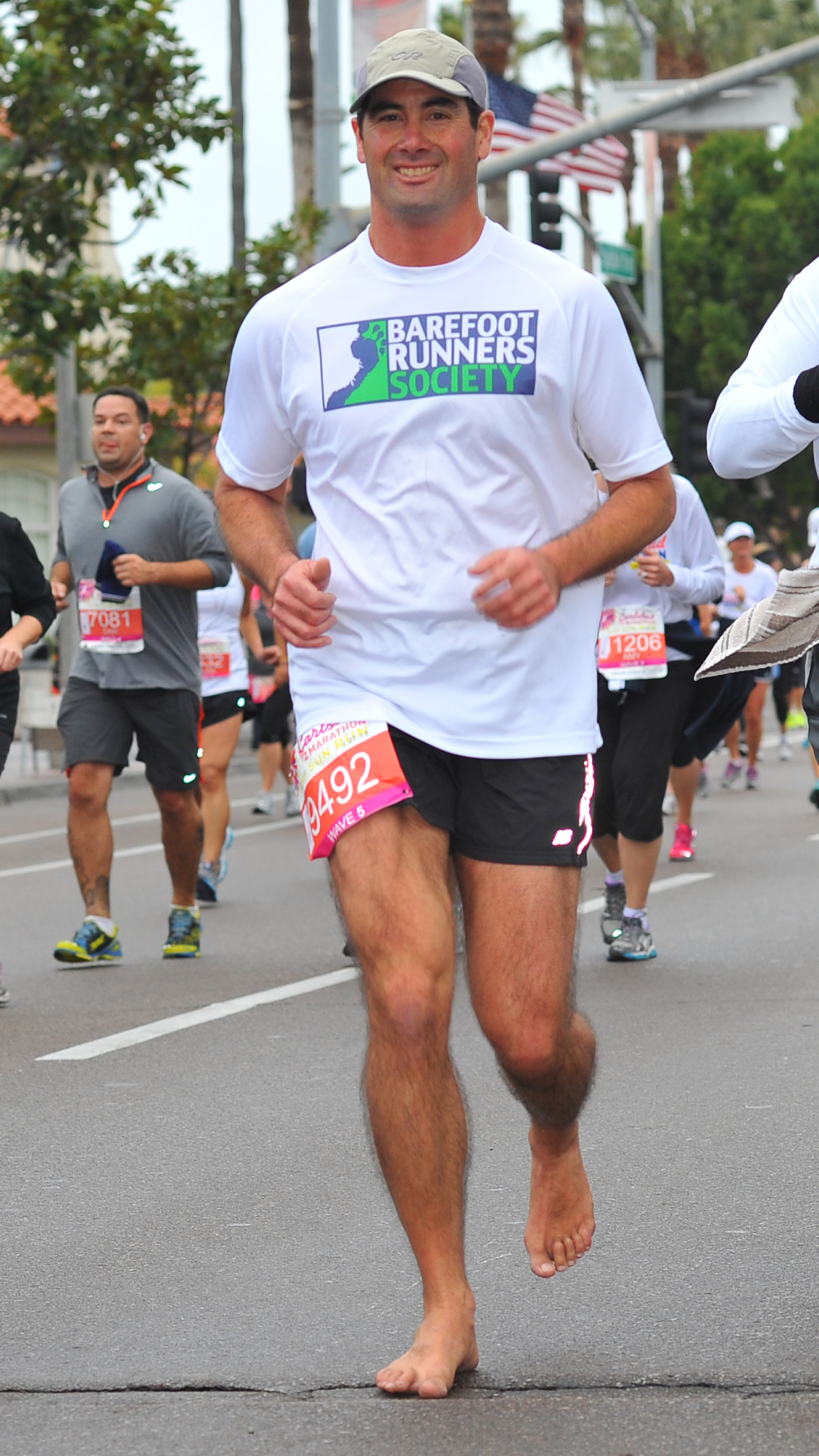
Hombre corriendo descalzo durante una media maratón.

## Lesiones que se producen al correr
Una de las desventajas de la carrera está relacionada con los impactos que se producen durante su práctica, siendo el pie la principal estructura lesionada. Dichas lesiones suelen producirse durante el primer contacto del pie con el suelo, pudiendo realizarse dicho contacto básicamente de tres maneras: de talón, de mediopié y de antepié.
Como actividad de alto impacto, la carrera se asocia a varias lesiones. Las más comunes son la “rodilla del corredor” (dolor en la rodilla), dolor en las espinillas, estirones musculares (especialmente de los femorales), “tetilla del corredor” (dolor en el pezón, debido a la fricción), torcedura del tobillo, síndrome de la banda iliotibial, inflamación del tendón de Aquiles. Las fracturas por estrés suelen ocurrir a corredores bajo regímenes de entrenamiento de alto volumen o intensidad. Las lesiones más comunes se dan por práctica excesiva. La falta de descanso causa un estrés repetitivo a los tejidos por no permitir que estos se recuperen, además de un estilo pobre o desequilibrios musculares, factores que combinados a su vez causan muchas de las lesiones citadas más arriba. Por lo general, se puede minimizar la posibilidad de ocurrencia de estas lesiones mediante el calentamiento previo, el uso de calzado adecuado para correr, la mejora del estilo de la carrera, la práctica de ejercicios de fortalecimiento, y descanso adecuado. Existe un fuerte consenso entre las comunidades atlética y científica de que todos estos factores pueden ayudar a minimizar la ocurrencia o a la recuperación de lesiones. Otro método de prevención de lesiones que se recomienda comúnmente en la comunidad atlética es el estiramiento, pero es controvertido. La literatura médica sobre el tema no encuentra consenso sobre su efectividad. Algunos estudios inclusive concluyen que en nada ayuda. Una revisión sistemática de 2002 de 27 estudios homologados concluyó que no hay suficiente evidencia que sostenga la afirmación de que el estiramiento sea efectivo en la prevención de lesiones o en la reducción del dolor. Los de la comunidad atlética creen que la razón de la controversia es que los métodos de estudio son inconsistentes, y el fallo en establecer controles adecuados y determinar métodos de estiramiento adecuado; y que el estiramiento es de hecho útil, o por lo menos, inofensivo. La lesión empieza de forma gradual, limitando al principio el tiempo de carrera. El dolor comienza a los 10 o 15 minutos de empezar a correr y, a partir de ahí, no mejora, y te hace parar antes de que termines el entrenamiento que tenías planeado.
Se ha demostrado que dicho impacto desaparece prácticamente con un apoyo más adelantado (mediopié o antepié), y con ello, también se reduce la carga en las rodillas asociado a una mayor flexión de rodilla y siendo los flexores plantares del tobillo los que incrementan su trabajo absorbiendo de forma excéntrica las fuerzas producidas durante el apoyo. Además se observa un aumento de la frecuencia de zancada, lo cual disminuye el tiempo de contacto con el suelo, el tiempo de vuelo y la duración del paso, con lo que aumenta la eficiencia.
El patrón de normalidad del pie en los corredores de fondo amateur es la postura neutra. La lesión por sobrecarga más frecuente en atletas es la fascitis plantar, mientras que el esguince de tobillo es la lesión que marca el patrón dentro de las traumáticas.

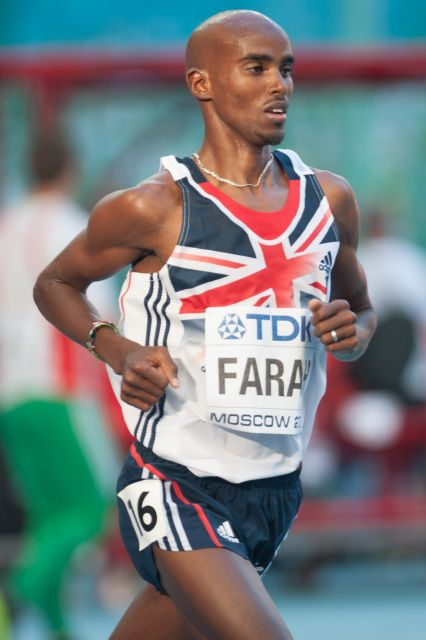
Mo Farah, campeón olímpico, mundial y europeo de 5000 y 10 000 m.

Para minimizar los factores de riesgo del atleta, se recomienda minimizar la pérdida de movilidad; fortalecer la musculatura trabajando los tres tipos de contracción que va a tener que soportar (excéntrica, isométrica y concéntrica), aumentar el volumen poco a poco y luego la intensidad; recuperar la resistencia, la coordinación y la agilidad; aumentar la propiocepción; realizar una planificación exhaustiva del entrenamiento, con periodos de descanso para recuperar la musculatura; no exceder el número de sesiones semanales que debe entrenar el atleta; no estirar la vida útil de las zapatillas, para evitar lesiones en los pies.

## Trote
El trote se refiere a un tipo de carrera lenta, popularizada en los años 60 y 70 en los Estados Unidos como un medio de acondicionamiento físico, donde se conoce como jogging. Anteriormente lo llamaban roadwork, y era practicado por atletas y boxeadores que trotaban varios kilómetros al día como parte de su entrenamiento. El ejercicio físico es una subcategoría de la actividad física y se diferencia por ser de carácter repetitivo, programado y con la finalidad principal de mejorar la salud y la condición física. Debe ser prescrito adecuadamente en cuanto al tipo, frecuencia, intensidad y tiempo.
El trote es un modo de carrera que mejora aptitudes físicas (fitness) y no la competencia. En otras palabras, es una modalidad para ponerse en forma practicado por jóvenes, adultos y ancianos, aunque se cuestiona si es realmente saludable.
Algunas investigaciones en Estados Unidos han determinado que cerca del 70 % de las personas que trotan regularmente, sufrirán la afección de una o varias articulaciones, especialmente: rodillas, cadera, columna y pies. Una de las razones es la biomecánica del trote en la cual el cuerpo se mantiene más erguido y el impacto repetitivo del peso del cuerpo sobre las articulaciones (se compara al choque de un automóvil a 40 km/h) provoca lesiones si no se toman medidas preventivas o no se planifica apropiadamente. Además, el 90 % de los sedentarios sufrirán este mismo tipo de lesiones.
A nivel de las rodillas
El impacto es 5-9 veces el peso del cuerpo del que trota con cada paso que da, ejerciendo un trauma repetitivo sobre la estructura de las rodillas (cartílago, meniscos, tendones, ligamentos), con el consecuente dolor e incapacidad de las rodillas.
A nivel de los pies
El impacto es de 2-5 veces el peso del cuerpo en cada pisada, ocasionando de igual forma sufrimiento sobre la anatomía del pie. En las otras articulaciones (cadera y columna) se pueden dar afecciones pero en menor magnitud.
A nivel de músculos
Se pueden presentar lesiones igualmente, como contracturas o distensiones pero se asocian más a fatiga. En cuanto a desprendimientos de órganos internos se considera que son más bien mitos ya que para que suceda debe ser un trauma de alta magnitud.
Con lo anterior no se trata de afirmar que trotar sea malo, sino que se debe realizar siguiendo recomendaciones en cuanto a la superficie donde se trota, los tipos de zapatillas, posición del cuerpo, y sobre todo, respetar las fases y principios del entrenamiento.
Así mismo, y en sentido general los especialistas recomiendan:
- El calentamiento es obligatorio siempre que se corra.
- Trotar en terrenos blandos, preferiblemente grava o tierra. Evitar asfalto.
- Mantener una correcta postura al trotar, con la mirada al frente y hombros relajados.
- Utilizar zapatillas con amortiguación. Preferiblemente, realizarse pruebas para conocer el tipo de pisada y adquirir el calzado de acuerdo a esto. Cambiarlas cuando el uso sea cercano a los 550 km.
- Si tiene algún tipo de lesión articular, se debe realizar otro tipo de ejercicio de bajo impacto sobre las rodillas (bicicleta, elíptica, caminata).
- No excederse en la intensidad y duración.
- Nunca olvidar el principio de reposo y recuperación adecuada.
- Hidratarse siempre antes y después de una rutina.
- Escuchar siempre nuestra mente y nuestro cuerpo.
- Desafiar nuestra mente es importante, aunque si se siente dolor se debe parar.

El trote es una modalidad de ejercicio, pero no puede ser prescrito arbitrariamente en todo el que quiera activarse físicamente, existen otras excelentes opciones de ejercicio como la caminata y la bicicleta para casos en que se requiera.

## Límites de velocidad

Usain Bolt, vestido en verde y amarillo, durante una carrera de relevos.

La velocidad máxima con la que un ser humano puede correr se ve afectada por muchos factores, varía mucho en toda la población, y es importante en el atletismo y muchos deportes. El hombre más veloz reconocido oficialmente es Usain Bolt, quien ostenta dicho título tras recorrer los 100 metros en tan solo 9.58 s, con una velocidad promedio de 37.57 km/h y una velocidad límite de 44.72 km/h, durante el Campeonato Mundial de Atletismo de 2009. Aunque estudios científicos de biomecánica y fuerza muscular apuntan que es teóricamente posible que el ser humano corra a una velocidad de 64 km/h.